# Alles ist die Sekte
Alles ist die Sekte (A.i.d.S, tidigare RoyalTS) är en rapduo från Tyskland grundad 1997. Duon består av rapparna Sido och B-Tight. Efter några skivsläpp på Bunker Label, bytte de skivbolag till Aggro Berlin. Båda medlemmarna är idag mer kända för sina soloalbum.

## Diskografi
- 1998: Wissen Flow Talent
- 1999: Sintflows (med Rhymin Simon och Collins)
- 2000: Back in Dissniss
- 2001: Alles ist die Sekte
- 2001: Das Mic und Ich
- 2001: Ihr Nutten
- 2002: Alles ist die Sekte Album Nr. 3
- 2003: Gar nich so schlimm!
- 2009: Die Sekte